# Władcy Saksonii
Na tej stronie znajduje się lista wszystkich władców Saksonii od 743 r.

## Książęta Saksonii
- 531 Hadugato
- 627 Berthoald
- 743–744 Teoderyk
- 777–785 lub 810 Widukind
- 785 lub 810 – po 811 Ekbert I
- 810- 850? Wilipert

### Ludolfingowie(850–961)
- 844–866 Ludolf
- 866–880 Bruno saski
- 880–912 Otto I Znakomity
- 912–936 Henryk I Ptasznik – król niemiecki od 919 r.
- 936–961 Otto I Wielki – król niemiecki (936–973), cesarz (962–973)

### Billungowie(961–1106)
- 961–973 Hermann Billung, margrabia od 936
- 973–1011 Bernard I Billung
- 1011–1059 Bernard II
- 1059–1072 Ordulf
- 1072–1106 Magnus

### Supplinburgowie(1106–1127)
- 1106–1127 Lotar III – król niemiecki (1125–1137), cesarz (1133–1137)

### Welfowie(1127–1138)
- 1127–1138 Henryk II Pyszny – książę Bawarii (Henryk X)

### Dynastia askańska(1138–1142)
- 1138–1142 Albrecht Niedźwiedź

### Welfowie (1142–1180)
- 1142–1180 Henryk Lew – od 1156 r. również książę Bawarii

W 1180 r. Henryk Welf został pozbawiony tronów saskiego i bawarskiego, a sama Saksonia podzielona. Tytuł książąt saskich ze wschodnią częścią dawnej Saksonii otrzymał Bernard III Askańczyk (lista władców poniżej), część zachodnia została oddana arcybiskupom Kolonii (Westfalia), a w głównej części powstało od 1235 r. księstwo Brunszwiku-Lüneburga, nadal pod rządami Welfów (por. władcy Brunszwiku i Hanoweru).

### Askańczycy(1180–1356)
- 1180–1212 Bernard III Askańczyk
- 1212–1261 Albrecht I Askańczyk

| Po śmierci Albrechta II państwo zostało podzielone między jego dwóch synów, na: - Saksonię-Wittenbergę (niem.: Sachsen-Wittenberg) - Saksonię-Lauenburg (niem.: Sachsen-Lauenburg). Dalsza lista dotyczy książąt Saksonii-Wittenbergi. |

| - 1261–1298 Albrecht II Askańczyk - 1298–1356 Rudolf I Askańczyk | Książęta Saksonii-Lauenburga Osobny artykuł: Księstwo Saksonii-Lauenburga . |

| W 1356 r. Złota Bulla Karola IV dała sasko-wittenberskim książętom Saksonii prawo wyboru króla niemieckiego. Od tej pory władca Saksonii nosił tytuł elektora. |

## Elektorzy Saksonii

### Askańczycy(1356–1422)
- 1356–1370 Rudolf II Askańczyk
- 1370–1388 Wacław
- 1388–1419 Rudolf III Askańczyk
- 1419–1422 Albrecht III Askańczyk

Po śmierci Albrechta III księstwo przejął margrabia Miśni (Meissen) i Turyngii.

### Wettynowie(1422–1806)
- 1422–1428 Fryderyk I Kłótnik
- 1428–1464 Fryderyk II Łagodny

| Po śmierci Fryderyka II Saksonia ponownie została podzielona między synów władcy. - Ernest, starszy syn, otrzymał: północną Miśnię, południową Turyngię oraz Wittenbergę. Dodatkowo tytuł elektora. - Albert, młodszy, otrzymał: północną Turyngię i południową Miśnię. |

| Elektorzy w północnej Miśnii, południowej Turyngii - 1464–1486 Ernest - 1486–1525 Fryderyk III Mądry - 1525–1532 Jan Stały - 1532–1547 Jan Fryderyk I | Książęta w Turyngii i Miśnii - 1464–1500 Albrecht Odważny - 1500–1539 Jerzy Brodaty - 1539–1541 Henryk Pobożny - 1541–1547 Maurycy Wettyn |

| W 1547 r., po klęsce Jana Fryderyka Wspaniałomyślnego pod Mühlbergiem, tytuł elektora oraz Wittenberga zostały przeniesione na linię Albrechta. Linia Ernesta pozostała w Turyngii, ale z czasem rozbiła się na wiele małych księstw. Poniższa lista zawiera władców z linii Alberta w Saksonii elektorskiej; po szczegóły dot. linii Ernesta zobacz niżej sekcja: Księstwa saskie linii ernestyńskiej Wettynów |

### Wettynowie – liniaalbertyńska
- 1547–1553 Maurycy Wettyn
- 1553–1586 August Wettyn
- 1586–1591 Krystian I Wettyn
- 1591–1611 Krystian II Wettyn
- 1611–1656 Jan Jerzy I Wettyn
- 1656–1680 Jan Jerzy II Wettyn
- 1680–1691 Jan Jerzy III Wettyn
- 1691–1694 Jan Jerzy IV Wettyn
- 7 maja 1694–1 lutego 1733 Fryderyk August I Mocny – król Polski w latach 1697–1704 oraz 1709–1733, jako August II Mocny
- 1 lutego 1733–5 października 1763 Fryderyk August II Wettyn – król Polski od 1734, jako August III
- 5 października – 17 grudnia 1763 Fryderyk Krystian Wettyn
- 17 grudnia 1763–11 grudnia 1806 Fryderyk August III Sprawiedliwy

| W 1806 r. rozwiązano Cesarstwo Rzymskie i Saksonia stała się królestwem. Fryderyk August III rozpoczął numerację od I. |

Herb królów Saksonii

## Królowie Saksonii (1806–1918)

### Wettynowie – liniaalbertyńska
- 11 grudnia 1806–5 maja 1827 Fryderyk August I Sprawiedliwy – również książę warszawski (1807–1815)
- 5 maja 1827–6 czerwca 1836 Antoni Klemens Wettyn
- 6 czerwca 1836–9 sierpnia 1854 Fryderyk August II Wettyn
- 9 sierpnia 1854–29 października 1873 Jan Wettyn
- 29 października 1873–19 czerwca 1902 Albert I Wettyn
- 19 czerwca 1902–15 października 1904 Jerzy I Wettyn
- 15 października 1904–13 listopada 1918 Fryderyk August III Saski

1918 – zniesienie monarchii

## Wydzielone księstwa saskie

### Księstwa saskie linii ernestyńskiejWettynów
W Turyngii po bitwie pod Mühlbergiem i utracie Saksonii elektorskiej
- 1547–1554 Jan Fryderyk Wspaniałomyślny (do 1547, elektor saski)

1554 – podział ziem między synów elektora Jana Fryderyka Wspaniałomyślnego
- 1554–1566 Jan Fryderyk II Średni, książę Saksonii-Coburga-Gothy (syn Jana Fryderyka Wspaniałomyślnego)
- 1554–1565 Jan Fryderyk III Młodszy, książę Saksonii-Jena (brat)
- 1554–1573 Jan Wilhelm, książę Saksonii-Weimar (brat)

#### Książęta Saksonii-Koburga
- 1542–1553 Jan Ernest I, syn elektora Jana Stałego

książęta Saksonii-Coburg-Eisenach:
- 1566–1572 Fryderyk, syn Jana Fryderyka II
- 1566–1633 Jan Kazimierz, syn Jana Fryderyka II, książę Saksonii-Coburg
- 1566–1638 Jan Ernest II, syn Jana Fryderyka II, książę Saksonii-Eisenach, od 1633 także Coburg

1638 ziemie przeszły na książąt Saksonii-Weimar

#### Książęta Saksonii-Weimaru
- 1547–1554 Jan Fryderyk Wspaniałomyślny (w latach 1532–1547 elektor Saksonii)
- 1554–1573 Jan Wilhelm (syn)
- 1573–1605 Jan (syn Jana Wilhema)
  - 1605–1640 – wspólne rządy braci:

- 1605–1626 Jan Ernest I (syn Jana)
- 1605–1622 Fryderyk (syn Jana)
- 1605–1662 Wilhelm (syn Jana, zob. niż.)
- 1605–1640 Albrecht II (syn Jana) potem Eisenach 1640–1644
- 1605–1628 Jan Fryderyk (syn Jana)
- 1605–1622 Fryderyk (syn Jana)
- 1605–1640 Ernest I Pobożny (syn Jana) potem Gothy 1640–1674
- 1605–1619 Fryderyk Wilhelm (syn Jana)
- 1605–1639 Bernard (syn Jana) książę (niem. Herzog) Franków 1633–1639

1640 – podział między żyjących braci. Weimar otrzymał:
- 1640–1662 Wilhelm (syn Jana, zob. wyż.)

1662 – podział między synów Wilhelma
Saksonia-Weimar
- 1662–1683 Jan Ernest II (syn Wilhelma)
- 1683–1728 Wilhelm Ernest (syn Jana Ernesta II) (Weimar)
- 1683–1707 Jan Ernest III (syn Jana Ernesta II) (Kappellendorf)
- 1707–1748 Ernest August I (syn Jana Ernesta III) od 1707 Kappellendorf; od 1728 także Weimar; od 1741 także Eisenach

Saksonia-Weimar i Saksonia-Eisenach
- 1748–1758 Ernest August II Konstantyn (syn Ernesta Augusta I)
- 1758–1809 Karol August (syn) od 1809 połączenie dwóch księstw w jedno

Saksonia-Weimar-Eisenach
- 1809–1815 Karol August, od 1815 wielki książę

Wielkie Księstwo Saksonii-Weimar-Eisenach
- 1815–1828 Karol August
- 1828–1853 Karol Fryderyk
- 1853–1901 Karol Aleksander (syn)
- 1901–1918 Wilhelm Ernest

1918 – obalenie monarchii
Saksonia-Eisenach
- 1662–1668 Adolf Wilhelm (syn Wilhelma)
- 1668–1671 Wilhelm August (syn Adolfa Wilhelma); Eisenach do Markfuhl

Saksonia-Jena
- 1662–1678 Bernard II (syn Wilhelma)
- 1678–1690 Jan Wilhelm III (syn Bernarda II); Jena do Eisenach

Saksonia-Markfuhl
- 1662–1686 Jan Jerzy I (syn Wilhelma) od 1671 także Eisenach
- 1686–1698 Jan Jerzy II (syn Jana Jerzego I)
- 1698–1729 Jan Wilhelm (syn Jana Jerzego I) od 1690 Jena
- 1729–1741 Wilhelm Henryk (syn Jana Wilhelma) Eisenach do Weimaru

#### Książęta Saksonii-Gothy(1640–1672)
- 1640–1672 Ernest I Pobożny (1601–1675), syn Jana księcia von Saksonii-Weimar (w 1672 przejął Saksonię-Altenburg)

##### Książęta Saksonii-Gothy-Altenburga
- 1672–1674 Ernest I Pobożny
- 1674–1691 Fryderyk I (1646–1691), syn Ernesta I
  - 1680 – podział księstwa między synów Ernesta I Pobożnego, w wyniku czego z księstwa wyodrębniono ziemie dla:
    - 1680–1699 Albrecht, książę Saksonii-Coburg
    - 1680–1706 Bernard I, książę Saksonii-Meiningen
    - 1680–1710 Henryk, książę Saksonii-Römhild
    - 1680–1707 Chrystian, książę Saksonii-Eisenberg
    - 1680–1715 Ernest, książę Saksonii-Hildburghausen
    - 1680–1699 Jan Ernest, książę Saksonii-Saalfeld

dalsza lista książąt Saksonii-Gothy-Altenburga:
- 1691–1693 regencja: Bernard I (książę Saksonii-Meiningen) i Henryk (książę Saksonii-Römhild)
- 1693–1732 Fryderyk II, syn Fryderyka I
- 1732–1772 Fryderyk III, syn Fryderyka II
- 1772–1804 Ernest II, syn Fryderyka III
- 1804–1822 August, syn  Ernesta II
- 1822–1825 Fryderyk IV, syn Ernesta II

po bezpotomnej śmierci Fryderyka IV nowy podział ziem między książąt, spadkobierców Ernesta I Pobożnego.

###### Książęta Saksonii-Coburga-Gothy
- 1826–1844 Ernest I (poprzednio od 1806 książę von Saksonii-Coburg-Saalfeld)
- 1844–1893 Ernest II (syn)
- 1893–1900 Alfred (bratanek)
- 1900–1918 Karol Edward (bratanek, usunięty, zm. 1954)

od 1918 republika (Coburg przyłączył się do Bawarii, Gotha pozostała w Turyngii).

##### Książęta Saksonii-Saalfeld (od 1735 Saksonii-Coburg-Saalfeld)
- 1680–1729 Jan Ernest, syn Ernesta I Pobożnego z Saksonii-Coburga-Gothy (1658–1729)
- 1729–1745 Christian Ernest (syn Jana Ernesta)
- 1729–1764 Franciszek Jozjasz (syn Jana Ernesta)
- 1764–1800 Ernest Fryderyk (syn Franciszka Jozjasza)
- 1800–1806 Franciszek Fryderyk (syn Ernesta Fryderyka)
- 1806–1826 Ernest I (syn Franciszka Fryderyka),

od 1826 książę Saksonii-Coburga-Gothy (patrz wyżej)

##### Książęta Saksonii-Hildburghausen
- 1680–1715 Ernest II (1655–1715), syn Ernesta I Pobożnego księcia Saksonii-Coburga-Gothy
- 1715–1724 Ernest Fryderyk I (1681–1724), syn Ernesta II
- 1724–1745 Ernest Fryderyk II (1707–1745), syn Ernesta Fryderyka I
- 1745–1780 Ernest Fryderyk III (1727–1780), syn Ernesta Fryderyka II
- 1780–1826 Fryderyk (1763–1834), syn Ernesta Fryderyka III, został księciem Saksonii-Altenburg.

##### Książęta Saksonii-Meiningen
- 1680–1706 Bernard I (syn Ernesta I Pobożnego, księcia Saksonii-Gothy)
- 1706–1724 Ernest Ludwik I (syn Bernarda I)
- 1724–1729 Ernest Ludwik II (syn Ernesta Ludwika I)
- 1729–1743 Karol Fryderyk (syn Ernesta Ludwika I)
- 1743–1746 Fryderyk Wilhelm (syn Bernarda I)
- 1746–1763 Antoni Ulryk (syn Bernarda I)
- 1763–1782 Karol Wilhelm (syn Antoniego Ulryka)
- 1763–1803 Jerzy I (syn Antoniego Ulryka, do 1775 wspólnie z bratem)
- 1803–1866 Bernard II (syn Jerzego I)

w 1826 książęta Saksonii-Meiningen przejęli władzę nad księstwem Saksonii-Hildburghausen i odtąd tytułowali się von Sachsen-Meiningen und Hildburghausen

###### Książęta Saksonii-Meiningen i Hildburghausen
- 1803–1866 Bernard II (syn Jerzego I)
- 1866–1914 Jerzy II (syn Bernarda II)
- 1914–1918 Bernard III (syn Jerzego II, zm. 1928)

1918 – obalenie monarchii

#### Książęta Saksonii-Altenburg(1602–1673, 1826–1918)
Starsza linia:
- 1602–1639 Jan Filip (syn Fryderyka Wilhelma I,  księcia Saksonii-Weimar)
- 1639–1669 Fryderyk Wilhelm II (syn Fryderyka Wilhelma I)
- 1669–1672 Fryderyk Wilhelm III (syn Fryderyka Wilhelma II)
  - ziemie księstwa na Saksonii-Weimar i Saksonii-Gothy-Altenburga

Nowa linia:
- 1826–1834 Fryderyk (uprzednio od 1780 książę Saksonii-Hildburghausen)
- 1834–1848 Józef (syn Fryderyka)
- 1848–1853 Jerzy (syn Fryderyka)
- 1853–1908 Ernest I (syn Jerzego)
- 1908–1918 Ernest II (bratanek Ernesta I, zm. 1955)

1918 – obalenie monarchii.

### Księstwa saskie z linii albertyńskiejWettynów

#### Książęta Saksonii-Weissenfels-Kwerfurt
- 1656–1680 August (syn Jana Jerzego I)
- 1680–1697 Jan Adolf I (syn)
- 1697–1712 Jan Jerzy (syn)
- 1712–1736 Chrystian (brat)
- 1736–1746 Jan Adolf II (brat)

Książęta Saksonii-Weissenfels-Barby
- 1680–1728 Henryk (syn Augusta ks. Saksonii-Weissenfels)
- 1728–1739 Jerzy Albrecht (syn Henryka)

Książęta Saksonii-Weissenfels-Dahme
- 1711–1715 Fryderyk (syn Augusta ks. Saksonii-Weissenfels)

#### Książęta Saksonii-Merseburg
- 1656/7-1691 Chrystian I (syn Jana Jerzego I)
- 1691–1694 Chrystian II (syn Chrystiana I)
- 1694 Chrystian III Maurycy (syn Chrystiana II)
- 1694–1731 Maurycy Wilhelm (syn Chrystiana II)
- 1731–1738 Henryk (syn Chrystiana I)

Książęta Saksonii-Merseburg-Zörbig
- 1691–1715 August (syn Chrystiana I)

Książęta Saksonii-Merseburg-Lauchstädt
- 1684–1690 Filip (syn Chrystiana I)

Książęta Saksonii-Merseburg-Spremberg
- 1694–1738  Henryk (syn Chrystiana I)

#### Książęta Saksonii-Zeitz
- 1656–1681 Maurycy (syn Jana Jerzego I)
- 1681–1718 Maurycy  Wilhelm (syn Maurycego)

Książęta Saksonii-Zeitz-Pagau-Neustadt
- 1699–1713 Fryderyk Henryk (syn Maurycego)
- 1713–1722 Maurycy Adolf (syn Fryderyka Henryka, abdykował, zmarł 1759)